# Cipro (isola)
Cipro è un'isola del Mar Mediterraneo, la terza per estensione dopo Sicilia e Sardegna.
Dal 1974 (anno dell'invasione turca di Cipro) l'isola è de facto divisa tra la Repubblica di Cipro, Cipro del Nord (Stato riconosciuto solo dalla Turchia) e le due basi militari di Akrotiri e Dhekelia, territori d'oltremare britannici rimasti al Regno Unito dopo l'indipendenza della colonia britannica di Cipro. Le due repubbliche sono separate da una zona demilitarizzata istituita dall'ONU e comunemente denominata Linea Verde.